# Kik (montaña)
Kik es una montaña en Serbia. Está situada en la parte occidental del país, 100 km al suroeste de Belgrado, la capital del país. Kik se encuentra 823 metros sobre el nivel del mar. Su base tiene unos 0.68 kilómetros de ancho.
El terreno alrededor de Kik es mayoritariamente montañoso. El punto más alto de la zona tiene una altitud de 922 metros y está 1.1 km al norte de Kik. Hay alrededor de 104 personas por kilómetro cuadrado alrededor de Kik, estando bastante densamente poblado. La ciudad más grande más cercana es Krupanj, 15 km al noroeste de Kik. El área alrededor de Kik está casi cubierta de campos. En la región alrededor de Kik, las montañas son muy comunes.
El clima es hemiboreal. La temperatura promedio es de 10 °C. El mes más caluroso es julio, con 21 °C, y diciembre el más frío, con −4 °C. La precipitación media es de 1224 milímetros al año. El mes más lluvioso es mayo, con 214 milímetros de lluvia, y el más seco es noviembre, con 65 milímetros.